# Amphithéâtre de Rotomagus
 (octobre 2008).
Si vous disposez d'ouvrages ou d'articles de référence ou si vous connaissez des sites web de qualité traitant du thème abordé ici, merci de compléter l'article en donnant les références utiles à sa vérifiabilité et en les liant à la section « Notes et références ».
L'amphithéâtre de Rotomagus est un ancien amphithéâtre romain, aujourd'hui disparu qui se dressait dans l'actuel centre-ville de Rouen et sur l'emplacement duquel fut construit au Moyen Âge le château de la ville. Cet amphithéâtre est attesté dans plusieurs textes médiévaux et en particulier dans la Vie de Saint Romain tirée du Livre d'Ivoire conservé à la bibliothèque de Rouen.

## Historique
Construit à la fin du IIe siècle, l'amphithéâtre est abandonné au IVe siècle, au moment où la ville se retranche à l'intérieur de remparts. L'amphithéâtre est encore partiellement en élévation en 1204 lorsque Philippe Auguste prend la ville.
Le recouvrement de l'amphithéâtre par le château de Rouen sous Philippe Augusteprovoque son effacement dans la mémoire des Rouennais et des historiens. L'emprise elliptique de l'amphithéâtre a été réutilisée pour supporter au nord-est l'enceinte castrale du château (de forme polygonale) et au sud-ouest la basse-cour du château (en forme d'arc de secteur).

## Description
De forme elliptique, il semble comparable aux autres amphithéâtres gallo-romains. Par ses dimensions (environ 130 mètres d'est en ouest et environ 120 mètres du nord au sud[réf. nécessaire]), il semble être de la taille des plus grands amphithéâtres de la Gaule : celui d'Arles, de Besançon, de Metz, de Nîmes et de Tours, lesquels peuvent accueillir 25 000 personnes.
Son emprise actuelle est approximativement délimitée par la tour Jeanne d'Arc, la rue Jeanne-d'Arc, la rue du Bailliage, et la rue Bouvreuil. À noter que ce site est alimenté par la source Gaalor.